# Stilianos Panagopulos
Stilianos Panagopulos, gr. Στυλιανός Π. Παναγόπουλος (ur. 13 sierpnia 1938 w Pireusie) – grecki bankowiec i polityk, poseł do Parlamentu Europejskiego IV kadencji.

## Życiorys
Absolwent ekonomii w London School of Economics. Od połowy lat 60. pracował w Citibanku oraz w Chase Manhattan Bank. W 1981 objął stanowisko sekretarza generalnego rządowej Greckiej Narodowej Organizacji Turystycznej. Od 1982 do 1989 kierował komercyjnym Narodowym Bankiem Grecji. W latach 1994–1999 sprawował mandat eurodeputowanego z ramienia Panhelleńskiego Ruchu Socjalistycznego, wchodząc w skład frakcji socjalistycznej. Pracował m.in. w Komisji ds. Transportu i Turystyki oraz Komisji ds. Rozwoju i Współpracy. Później powrócił do bankowości, do 2002 był prezesem banku inwestycyjnego.